# 黑橋牌企業
黑橋牌企業股份有限公司（簡稱：黑橋牌食品），是一家專注於製造及銷售香腸及相關加工肉品的企業。

## 歷史
1957年，陳文輝在臺南運河旁俗稱「烏橋仔」之地成立家庭式肉品工廠；當時，該工廠以生產批發肉鬆為主要業務。
為了拓展銷量，陳文輝開始嘗試改良傳統香腸的乾鹹口味；他以現宰的新鮮豬肉醃製香腸以保留其肉汁及水分，並將口味改良為香甜的臺灣式口味。
1963年，陳文輝在臺南市沙卡里巴商圈海安路207號開設首家門市「滋味珍肉脯舖」，並順應大眾習慣將「黑橋牌」作為店名。
1973年，工廠正式登記為滋味珍食品股份有限公司，並以「黑橋牌」為註冊商標。
1979年，工廠自臺南市富強路占地1000坪原址遷移至安平工業區並擴建為3000坪，成立臺灣本島首家自動化肉品加工廠。
1990年，海安路門市遷址至中正路門市。
2002年，該公司代理進口美國JOHNSONVILLE香腸和VOLPI義大利式沙拉米，並建立西式肉品品牌「德意廚房（BOLKER STREET）」。
2003年，該公司與Yahoo奇摩合作成立網路商店，正式開啟其虛擬通路市場。
2009年12月，公司正式更名為「黑橋牌企業股份有限公司」。
2011年，該公司創立「腸腸抱抱」餐飲事業，以致力保留傳統小吃大腸包小腸。

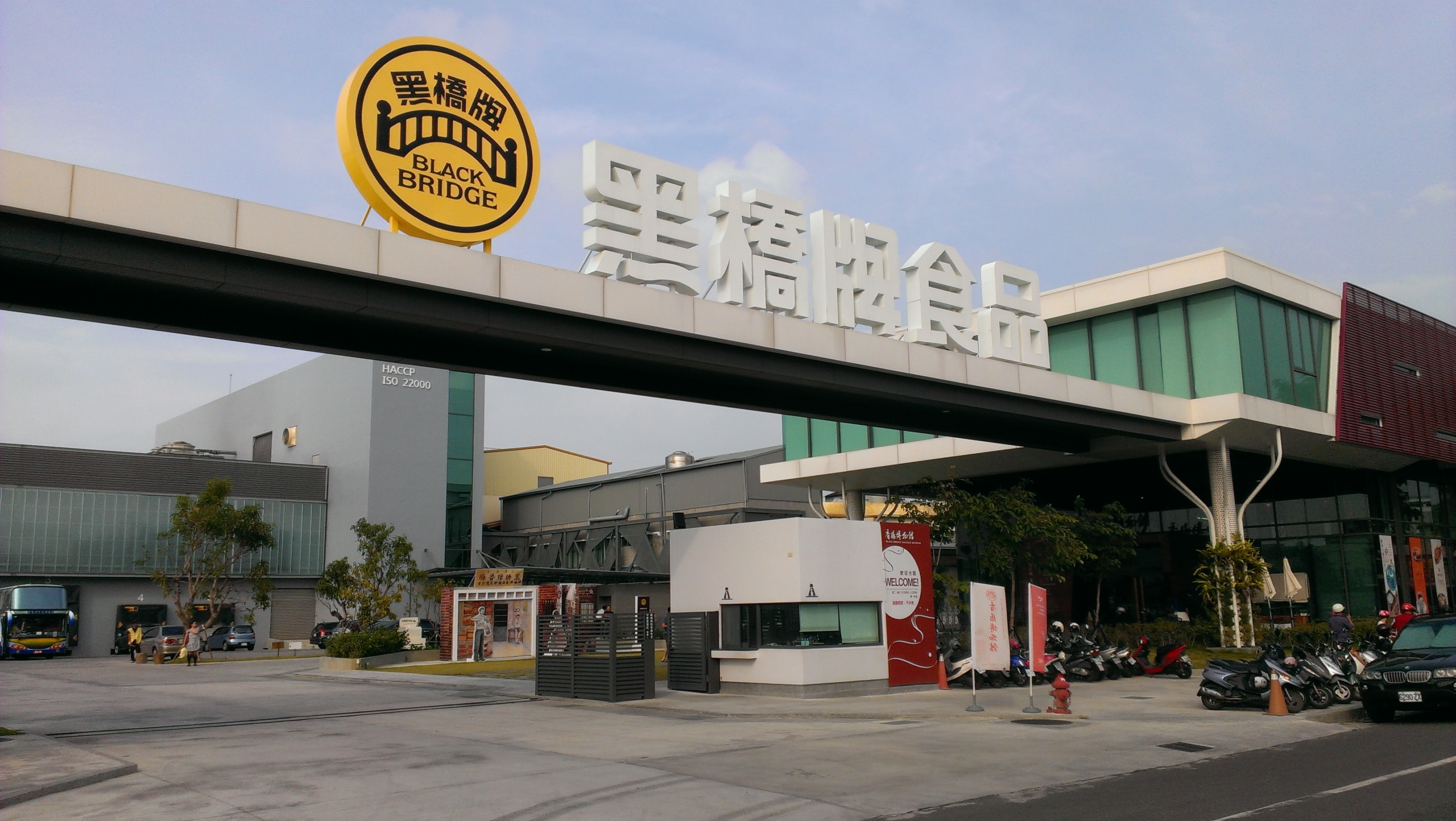
黑橋牌香腸博物館大門

2012年，安平工業區工廠擴建達5000坪，員工人數達400餘位；同年，黑橋牌香腸博物館與觀光工廠落成。
2013年，該公司在臺南市開創品牌旗下首間餐廳「黑橋牌香腸肉燥」，運用在地獨特料理手法重新詮釋經典臺灣小吃。

## 營業項目
- 製造銷售香腸、肉酥、肉乾、臘肉等中式傳統肉品
- 製造銷售火腿、培根、熱狗等西式肉品
- 代理進口及銷售相關商品[2]

## 獲獎及榮譽
| 年份   | 獲提名                          | 獎項                             | 結果 |
| ------ | ------------------------------- | -------------------------------- | ---- |
| 1987年 |                                 | CAS認證                          | 獲獎 |
| 2002年 |                                 | HACCP認證                        | 獲獎 |
| 2007年 | 府城十大伴手禮 (黑橋牌香腸禮盒) |                                  | 獲獎 |
| 2008年 | 府城十大伴手禮 (黑橋牌香腸禮盒) |                                  | 獲獎 |
| 2009年 | 府城十大伴手禮 (黑橋牌香腸禮盒) |                                  | 獲獎 |
| 2009年 |                                 | 經濟部商業司GSP優良服務商店認證  | 獲獎 |
| 2010年 |                                 | 台灣優良品牌                     | 獲獎 |
| 2011年 |                                 | 台灣百大品牌                     | 獲獎 |
| 2013年 | 企業口號「用好心腸做好香腸」    | 動腦雜誌第二十屆廣告流行語金句獎 | 獲獎 |

## 外部連結
- 黑橋牌食品
- 黑橋牌∼用好心腸做好香腸的Facebook專頁